# Rudé horko
Rudé horko je americký film z roku 1988, režírovaný Walterem Hillem. Hlavní roli obsadil Arnold Schwarzenegger. V dalších rolích byli obsazeni Ed O'Ross, Peter Boyle, Larry Fishburne a Gina Gershon. Premiéra filmu byla 14. června roku 1988.
Arnold Schwarzenegger hrál policistu z Moskvy Ivana Danka. Po jeho boku se objevil James Belushi, jako detektiv z Chicaga Art Ridzik. Danko a Ridzik společně spolupracují na dopadení drogového bosse Viktora Rostaviliho, který též zabil Dankova kolegu v Sovětském svazu.